# 2001 في ألمانيا
أحداث عام 2001م في ألمانيا

## مناصب
- رئيس ألمانيا، يوهانس راو
- مستشار الاتحاد الألماني، غيرهارد شرودر

## وفايات
- 14 يناير - بوركهارد هايم
- 5 يوليو - هانيلور كول